# François de Fitz-James
Pour les articles homonymes, voir Fitz-James (homonymie).
François, duc de Fitz-James, né à Saint-Germain-en-Laye le 9 janvier 1709 et mort à Soissons le 19 juillet 1764, est un prélat et théologien français.

## Biographie
Troisième fils du maréchal de Berwick, il succéda à ce dernier titre après la mort de son frère aîné, décédé sans enfants le 13 octobre 1721. Cependant, il embrassa l'état ecclésiastique en 1727 et renonça à ses dignités, sauf au titre de duc. Ordonné prêtre en 1733, il passa la même année son doctorat en théologie et fut nommé grand vicaire à Lyon. Il eut en 1728 l'abbaye Saint-Victor de Paris et en 1738 Saint-Georges à Saint-Martin-de-Boscherville. En 1736, il se démit du duché patrimonial tout en conservant les honneurs de la pairie. Il fut enfin nommé évêque de Soissons en 1739 et premier aumônier du roi en 1742.

## L'affaire de Metz
C'est en cette dernière qualité qu'en 1744, il obtint, de Louis XV, gravement malade à Metz, le renvoi de sa favorite la duchesse de Châteauroux et une confession publique que le jeune roi, craignant de mourir, ne put qu'accepter. Cette humiliation publique de la dignité royale était une faute politique qui fut vivement critiquée notamment par l'avocat Barbier. Cela valut au peut-être trop zélé prélat, dès la guérison du roi, d'être exilé dans son diocèse, où il mourut vingt ans après les faits.
Son frère Édouard de Fitz-James tenta de venger son honneur en provoquant en duel le maréchal de Coigny, selon le journal de Barbier. Néanmoins, Fitz-James laissa la réputation d'un homme de bien et d'un excellent évêque[réf. souhaitée].

## Succession apostolique
François de Fitz-James a ordonné les évêques suivants :
- Archevêque Antoine de Malvin de Montazet (1748)

## Principales publications
- Rituel du diocèse de Soissons (4 volumes, 1753)
- Catéchisme ou exposition de la doctrine chrétienne (1756)
- Œuvres posthumes (2 volumes, 1769)